# Istorija Ekvadora
Istorija Ekvadora se proteže na period od 8.000 godina. Tokom tog vremena, razne kulture i teritorije uticale su na ono što je postalo Republika Ekvador. Ova istorija se može podeliti u šest epoha: prekolumbijska, osvajanje, kolonijalni period, Rat za nezavisnost, Velika Kolumbija i Simon Bolivarovo konačno razdvajanje u skladu sa njegovom vizijom, čime je formirana današnja Republika Ekvador.

## Pretkolumbijski Ekvador
Tokom perioda pre Inka, ljudi su živeli u zajednicama, koje su formirale velika plemena, od kojih su neka bila udružena kako bi formirala moćne konfederacije, kao što je Konfederacija iz Kita. Ali nijedna od ovih konfederacija nije mogla da se ogupre ogromnom zamahu Tavantinsujua. Invazija Inka u 16. veku bila je veoma bolna i krvava. Međutim, nakon što su Kito narode okupirale snage Vejna Kapka (1593–1595), Inke su razvile opsežnu upravu i započele kolonizaciju regiona. Pretkolumbijsko doba se može podeliti u četiri ere: prekeramičko razdoblje, formativno razdoblje, razdoblje regionalnog razvoja i razdoblje integracije i dolaska Inka.
Prekeramički period počinje krajem prvog ledenog doba i nastavlja se sve do 4200. p. n. e.. U ovom periodu dominirale su kultura u Las Vegasu i kultura Inga. Kultura u Las Vegasu javila se na poluostrvu Santa Elena na obali Ekvadora između 9.000–6.000. p. n. e.. Najraniji ljudi bili su lovci-sakupljači i ribolovci. Oko 6.000 godine pne kulture ovog regiona su bile među prvima koji su započeli bavljenje poljoprivredom. Inge su živele u Sijeri, u blizini današnjeg Kita duž drevene trgovačke rute između 9000. i 8000. godine p. n. e..
Tokom formativnog perioda, ljudi ovog regiona su prešli sa lovačko-sakupljačkih aktivnosti i jednostavnog uzgoja u razvijeniji oblik društva, putem permanentnog razvoja, porasta poljoprivrede i upotrebom keramike. Nove kulture uključivale su kulturu Mačalila, Valdivija i Čorera na obali; Kotokolao i Čimba u sijeri; i Pastaza i Čiguaza u istočnom regionu. Valdivska kultura je prva kultura za koju su otkriveni značajni ostaci. Njihova civilizacija datira još od 3500. godine p. n. e.. Živeći u okolini Valdivijasa, bili su prvi Amerikanci koji su koristili keramiku. Oni su plovili morima i uspostavili su trgovačku mrežu s plemenima u Andima i Amazonu. Nasleđujući Valdivije, kultura Mačalila bila je poljoprivredna kultura koja je bujala duž obala Ekvadora između 2. i 1. milenijuma pne. Postoje indikacije da su oni najraniji ljudi koji su gajili kukuruz u ovom delu Južne Amerike. Kultura Čorera iz kasnog formativnog perioda živela je u Andima i primorskim regionima Ekvadora između 1000. i 300. godine p. n. e..

### Period regionalnog razvoja
Period regionalnog razvoja prvi put identifikuje regionalne razlike u teritorijalnoj ili političkoj i društvenoj organizaciji ljudi koje su se formirale. Među glavnim gradovima ovog perioda bile su kulture: Hambeli, Guangala, Baija, Tehar-Daule, La Tolita, Hama Koake na obali Ekvadora, u planinskom predelu Kero Nario Alausi i u ekvadorskoj amazonskoj džungli Tajos.

#### La Baija
La Čimba je mesto najranijih keramičkih nalazišta severnih Anda, severno od Kita, i predstavlja reprezentativni period u svojoj završnoj fazi. Njeni stanovnici su bili u dodiru sa nekoliko sela na obali i planinama, održavajući blizinu sa kulturom Kotokoljao, koja se nalazila na visoravni Kito i okolnim dolinama. Baijska kultura zauzimala je područje koje se proteže od podnožja Anda do Tihog okeana i od Baije de Karakeza, južno od Manabija. Kultura Hama Koake bila je nastanjena između Kabo San Franciska u Esmeraldasu, do Baije de Karakeza, u Manabiju, na području šumovitih brda i ogromnim plažama njihovih imigranata koji su olakšali prikupljanje resursa iz džungle i okeana.

#### Kultura La Tolita
La Tolita se razvila u primorskom regionu Južne Kolumbije i Severnog Ekvadora između 600. p. n. e. i 200. godine. Otkriveni su brojni arheološki nalazi koji pokazuju visoku umetničku prirodu ove kulture. Artefakte karakteriše zlatni nakit, prelepe antropomorfne maske i figurice koje odražavaju hijerarhijsko društvo sa složenim ceremonijama.

### Period integracije i dolazak Inka
Plemena širom Ekvadora su se integrisala tokom ovog perioda. Oni su stvorili bolja staništa, koja su im omogućila poboljšanje životnih uslova i više nisu bili podložna klimi. U planinama Kosankva-Pilaro su nastale kulture Kapuli i Pijartal-Tuza, u istočnom regionu je bila Jasuni fase, dok su se na obali razvijale kulture Milagro, Mantenja i Huankavilka.

#### Mantenjos
Mantenjosi su bili zadnja prekolumbijska kultura u obalskom regionu, koja je postojala između 600–1534. Oni su bili prvi svedoci dolaska španskih brodova koji su plovili okolnim Tihim okeanom. Prema arheološkim dokazima i španskim hronikima, civilizacija je postojala od Baia de Karakez do Sero de Ohas na jugu. Oni su bili odlični tkači, proizvodili su tekstil, zlatne predmete, i biserne ogrlice. Mantenjosi su ovladali veštinom morske plovidbe i stvorili su obimne trgovinske rute do Čilea na jugu i zapadnog Meksika na severu. Središte kulture bilo je područje Mante koje je dobilo ime u njihovu čast.

#### Kultura Huankavilka
Kultura Uankavilkas predstavlja najvažniju predkolumbovsku kulturu Gvajasa. Ovi ratnici su bili poznati po svom izgledu. Iz Huankavilka kulture potiče legenda Gvajasa i Kilesa, po kojoj je dobio ime grad Gvajakil.

#### Širis i kraljevstvo Kito
Kraljevstvo Kito su formirali Kitusi, Puruhaesi i Kanjari, koji su naseljavali andske regione Ekvadora do tog vremena. Njihovo glavno naselje nalazilo se na području koje je danas poznato kao grad Kito, a njegovi stanovnici su se nazivali Kitusi. Oni su bili vojno slabi i formirali su samo malo, slabo organizovano kraljevstvo. Zbog toga nisu mogli da pruže snažan otpor osvajačima, a lako su ih porazili i pokorili Širisi, drevni starosedioci koji su se pridružili kraljevini Kito. Širisi su dominirali više od 700 godina, a njihova dinastija je bila suočena sa invazijom Topa Inka Jupankija.

#### Inke
Severna ekspanzija civilizacije Inka iz današnjeg Perua tokom kasnog 15. veka bila je dočekana s žestokim otporom nekoliko ekvadorskih plemena, naročito Kanjara, u regionu oko današnje Kuenke; plemena Kara u Sijeri, severno od Kita, zajedno sa plemenom Kitu, stanovnicima mesta moderne prestonice, sa kojim su formirali kraljevstvo Kito. Osvajanje Ekvadora počelo je 1463. godine pod vođstvom devetog Inka, velikog ratnika Pačakutija Inka Jupankija. Te godine, njegov sin Tupa je preuzeo zapovedništvo nad vojskom i počeo marš prema severu preko Sijere.
Do 1500. godine Tupinov sin, Vajna Kapak, nadvladao je otpor tih naroda, kao i Kara, te je inkorporirao većinu modernog Ekvadora u Tavantinsuju, ili carstvo Inka. Uticaj ovih osvajača sa sedištem u Kuzku (u današnjem Peruu) bio je ograničen na oko pola veka, ili manje u nekim delovima Ekvadora. Tokom tog perioda, neki aspekti života ostali su nepromenjeni. Na primer, tradicionalna religiozna verovanja su se održala tokom perioda vladavine Inka. Međutim, u drugim oblastima, poput poljoprivrede, vlasništva zemljišta i društvene organizacije, vladavina Inka imala je dubok efekat uprkos svog relativno kratkog trajanja.
Car Vajna Kapak je učinio Kito sekundarnim glavnim gradom Tavantinsuje i živeo je tamo tokom svojih poznih godina so svoje smrti oko 1527. Njegova iznenadna smrt, kao i smrt njegovog prestolonaslednika nekoliko dana kasnije usled čudne bolesti, koju je jedan izvor opisao kao velike boginje podstakli su ogorčenu borbu za moć među legitimnim naslednicima, Uaskarom čija je majka bila Koja (carica) Mama Rava Očiljo, i Atavalpe, sina rođenog od princeze iz Kitua, za koga se smatra da je bio očev miljenik.
Ta je borba besnila tokom pola decenije pre dolaska osvajačke ekspedicije Franciska Pizara 1532. Ključna bitka ovog građanskog rata vodila se na ekvadorskom tlu, u blizini Riobambe, gde su Uaskarove severne trupe dočekale i porazile južne trupe Atavalpe. Konačna pobeda Atavalpe nad Uaskarom u danima neposredno pre prispeća španskih osvajača ishod je u velikoj meri odanosti dvojice najboljih generala Vajne Kapaka, koji su bili bazirani u Kitu zajedno sa Atavalpom. Pobeda ostaje izvor nacionalnog ponosa Ekvadoraca kao redak slučaj kada je „Ekvador” silom pobedio „susednu zemlju”.

## Špansko otkriće i osvajanje
Dok je besneo građanski rat Inka, 1531. godine Španci su stigli u Ekvador. Predvođeni Fransiskom Pizarom, konkistadori su saznali da sukob i bolest uništavaju carstvo. Posle dobijanja pojačanja u septembru 1532. godine, Pizaro je krenuo u okršaj sa Atavalpom.
Stigavši u Kahamarku, Pizaro je poslao ambasadu, koju je predvodio Ernando de Soto, sa 15 konjanika i prevodiocem, ubrzo nakon toga poslao je još 20 konjanika koje je predvodio njegov brat Ernando Pizaro kao pojačanje u slučaju napada Inka. Atavalpa je imao strahopoštovanje prema tim ljudima obučenim u punu odeću, sa dugim bradama i jahaćim konjima (životinjom koju nikada nije video). U gradu je Pizaro postavio zamku za Inke i počela je bitka za Kahamarku. Snage Inka znatno su nadmašivale Španske, međutim, španska superiornost u oružju i taktici kao i činjenica da su najverniji generi Inka bili u Kusku doveli su do lakog poraza i zarobljavanja cara Inka.
Tokom sledeće godine Pizaro je zatražio otkupninu za Atavalpu. Inke su napunile otkupnu sobu zlatom i srebrom čekajući oslobađanje koje se nikada neće dogoditi. Atavalpa je 29. avgusta 1533. godine pogubljen. Španci su tada krenuli da osvoje ostatak Tauantinsuja, zauzevši Kusko u novembru 1533.
Benalkazar, Pizarov poručnik i rođak Ekstremadurana, već je krenuo iz San Migela sa 140 vojnika i nekoliko konja tokom svoje osvajačke misije u Ekvadoru. U podnožju planine Čimborazo, u blizini modernog grada Riobamba (Ekvador), sreo je i porazio snage velikog ratnika Inka Ruminjavija uz pomoć plemena Kanjari koji su služili kao vodiči i saveznici osvajačkim Špancima. Ruminjavi se povukao nazad u Kito, a dok je bio u potrazi za vojskom Inka Benalkazar je naišao na još jednu, prilično veliku, osvajačku vojsku koju je predvodio guverner Gvatemale Pedro de Alvarado. Alvarado je krenuo ka jugu bez odobrenja krune, iskrcao se na ekvadorsku obalu i krenuo prema unutrašnjosti Sijere. Većina Alvaradovih ljudi pridružila se Benalkazaru u opsadi Kita. 1533. godine, Ruminjavi je spalio grad kako bi sprečio da ga Španci zauzmu, uništavajući drevni prešspanski grad.
Sebastijan de Benalkazar je 1534. godine zajedno sa Dijegom de Almagrom osnovao grad San Fransisko de Kito na ruševinama sekundarne prestonice Inka, nazvavši ga u čast Pizara. Tek decembra 1540. Kito je dobio svog prvog generalnog kapetana, brata Fransiska Pizara, Gonzala Pizara.
Benalkazar je takođe osnovao grad Gvajakil 1533. godine, ali su ga kasnije ponovo osvojila lokalna plemena Uankavilka. Fransisko de Oreljana, još jedan poručnik Fransiska Pizara iz španskog grada Truhilja, ugušio je domorodačku pobunu i 1537. godine ponovo uspostavio ovaj grad, koji će vek kasnije postati jedna od glavnih luka Španije u Južnoj Americi.

## Španska kolonijalna era
Između 1544. i 1563. godine, Ekvador je bio deo španskih kolonija u Novom svetu pod Vicekraljevstvom Perua, a nije imao administrativni status nezavisan od Lime. Ostao je deo Vicekraljevstva Perua do 1720. godine, kada se pridružio novostvorenom Vicekraljevstvu Nove Granade. U okviru vicekraljevstva Ekvadoru je 1563. godine dodeljena sopstvena audijencija, što mu je omogućilo da bude u direktnom kontaktu sa Madridom u vezi određenih stvari. Audijencija Kito, koja je bila i sud pravde i savetodavno telo u vicekraljevstvu, sastojala se od predsednika i nekoliko sudija.
Najčešći oblik u kojem su Španci podelili zemlju bila je enkomienda. Početkom 17. veka u Ekvadoru je bilo oko 500 enkomienda. Iako su se mnoge sastojale od prilično znatnih hacijendi, one su uglavnom bile mnogo manje od imanja koja se obično sreću na drugim mestima u Južnoj Americi. Mnoštvo reformi i propisa nije sprečilo da enkomiende postanu sistem virtuelnog ropstva domorodačkih Ekvadorca, procenjuje se da je otprilike polovina ukupnog ekvadorskog stanovništva živela na njima. Godine 1589. predsednik audijencije uvideo je da mnogi Španci prihvataju subvencije samo da bi ih prodali i preuzeli gradska zanimanja, pa je prestao da dodeljuje nove zemlje Špancima, međutim, institucija enkomienda je postojala skoro do kraja kolonijalnog perioda.
Obalne nizine severno od Mante osvojili su ne Španci, već crnci sa gvinejske obale koji su, kao robovi, preživeli brodolom na putu iz Paname u Peru 1570. Crnci su ubili ili porobili domaće muškarce i oženili se njihovim ženama, a njihovi potomci su činili populaciju Zambosa koji su odolevali španskoj vlasti do kraja veka i posle toga uspeli da zadrže veliku političku i kulturnu nezavisnost.
Priobalna ekonomija vrtela se oko otpreme i trgovine. Gvajakil, uprkos tome što je u više navrata uništen i neprestano pod epidemijom žute groznice ili malarije, bio je centar burne trgovine među kolonijama, trgovine koja je tehnički bila protivzakonita po merkantilističkoj filozofiji savremenih španskih vladara. Gvajakil je takođe postao najveće brodogradilište na zapadnoj obali Južne Amerike pre kraja kolonijalnog perioda.
Ekvadorska ekonomija, poput one u matičnoj zemlji, pretrpela je snažnu depresiju tokom 18. veka. Proizvodnja tekstila opala je prema proceni 50 do 75 procenata između 1700 i 1800. Gradovi Ekvadora postepeno su propadali, a do 1790. elita je bila prinuđena na siromaštvo, prodajući hacijende i nakit da bi preživela. Za razliku od toga, starosedalačko ekvadorsko stanovništvo verovatno je doživelo ukupno poboljšanje svoje situacije, jer je zatvaranje enkomienda obično rezultiralo da rođeni Ekvadorci rade u manje teškim uslovima bilo na hacijendijima, bilo na tradicionalnim komunalnim zemljama. Ekonomske poteškoće Ekvadora bez sumnje su pogoršane proterivanjem jezuita 1767. godine od strane Karlosa III. Misije u Orijentu bile su napuštene, a mnoge najbolje škole i najefikasnije hacijende izgubile su ključ koji ih je učinio izvanrednim institucijama u kolonijalnom Ekvadoru.

## Jezuiti u Kitu tokom kolonijalne ere
Otac Rafael Ferer bio je prvi jezuit iz Kita koji je organizovao istraživačke misije u gornjim amazonskim regionima Južne Amerike od 1602. do 1610. godine, koji su u tom periodu pripadali Audijenciji Kito, a koji je bila deo Vicekraljevstva Perua, a sve dok Audijencija Kito nije ušla u sastav novostvorenog Vicekraljevstva Nove Granade 1717. godine. Otac Rafael Ferer je 1602. godine počeo da istražuje reke Agvariko, Napo i Maranjon (region Sukumbios u današnjem Ekvadoru i Peruu) i između 1604. i 1605. uspostavio misije među Kofanskim domorodcima. Otac Rafael Ferer je bio mučen i ubijen od strane domorodačkog otpadnika 1610. godine.
U 1637. godini jezuiti iz Kita, Gaspar Kugija i Lukas de la Kueva započeli su osnivanje nekih jezuitskih misija u Mainasu ili Majnasu. Ove misije nazvane su Mainaskim misijama po urođenicima iz Mainasa koji su pronađeni na obali reke Maranjon, oko regiona Pongo de Manseriče, u neposrednoj blizini španskog naselja Borhe.
Godine 1639. Audijencija Kito organizovala je ekspediciju kako bi obnovila istraživanje reke Amazon, a jezuit iz Kita, otac Kristobal de Akunja, bio je deo ove ekspedicije. Ekspedicija se iskrcala sa reke Napo 16. februara 1639. godine i stigla u današnji Para Brazil na obali reke Amazon 12. decembra 1639. Otac Kristobal de Akunja objavio je u Madridu memoare svoje ekspedicije na reci Amazon. Naslov memoara nazvan je Nuevo Deskubrimijento del gran rio de las Amazonas, a akademici su ga koristili kao osnovnu referencu koja se odnosila na regiju Amazonije.
Između 1637. i 1652. godine organizovano je 14 misija duž reke Maranjon i njenih južnih pritoka - reke Ualjaga i Ukajali. Oci jezuiti de la Kueva i Rajmundo de Santakruz otvorili su dve nove rute komunikacije sa Kitoom, putem reka Pastaza i Napo.
Između 1637. i 1715. godine, Samjel Fric organizovao je 38 misija duž reke Amazon, između reka Napoa i Negre, koje su nazvane Omaguosove misije. Te misije neprestano su napadali brazilski portugalski izviđači, počevši od 1705. Godine 1768, jedinu preostalu misiju predvodio je San Hoakin de Omaguas, pošto je premešten na novu lokaciju na reci Napo, daleko od portugalskih izviđača.
Na ogromnoj teritoriji Mainasa, koja se još naziva i Majnas, jezuiti iz Kita, uspostavili su kontakt sa brojnim starosedalačkim plemenima koja su govorila 40 različitih jezika i osnovali ukupno 173 jezuitske misije sa ukupnim stanovništvom od 150 000 stanovnika. Zbog stalne epidemije kuge (velikih i malih boginja) i ratovanja sa drugim plemenima i portugalskim izviđačima, ukupan broj jezuitskih misija smanjen je na 40 do 1744. godine. U vreme kada su jezuiti 1767. proterani iz Španske Amerike, bilo je registrovano 36 misija koje su predvodili 25 jezuita iz Kita u Audijenciju Kito - 6 jezuita iz Kita u misijama na rekama Napo i Agvariko, te 19 jezuita iz Kita u Pastaškim i Ikitoškim misijama u Majnasu, sa ukupnim stanovništvom od 20.000 stanovnika.

## Borba za nezavisnost i rađenje republike
Borba za nezavisnost u Audijenciji Kito bila je deo pokreta širom španske Amerike koji su predvodili kreoli. Kreoli su bili nezadovoljni privilegijama koje su dobijali Španci u odnosu na njih. Iskra za izbijanje revolucije bila je Napoleonova invazija na Španiju, nakon čega je svrgnuo kralja Fernanda VII a jula 1808. godine, postavio je svog brata Žozefa Bonapartu na španski tron.
Ubrzo nakon toga, španski državljani, nezadovoljni uzurpacijom trona od strane Francuza, počeli su organizovati lokalne hunte odane Ferdinandu. Grupa glavnih građana Kita je 10. avgusta 1809. godine preuzela vlast u ime Ferdinanda od lokalnih predstavnika, koje su optužili da se spremaju da priznaju Žosefa Bonapartu. Stoga je ovaj rani ustanak protiv kolonijalne vladavine (jedan od prvih u Španskoj Americi), paradoksalno, bio izraz odanosti španskom kralju.
Ubrzo je postalo očigledno da pobunjenim kreolima iz Kita nedostaje očekivana podrška javnosti za njihovu stvar. Kako su se lojalističke trupe približile Kitu, mirno su vratile vlast krunskim vlastima. Uprkos uverenjima o represalijama, španske vlasti koje su se vraćale bile su nemilosrdne prema pobunjenicima i, tokom procesa osvete protiv učesnika pobune u Kitu, zatvorile su i zlostavljale mnoge nedužne građane. Njihovi postupci su zauzvrat izazvali narodnu ogorčenost među Kitenjosima, koji su nakon višednevnih uličnih borbi u avgustu 1810. godine postigli sporazum da upravljaju huntom sastavljenom u većini od kreola, iako je na čelu Kraljevske audijencije Kito ostao predsednik odan kruni.
Uprkos snažnom protivljenju Audijencije Kito, hunta je sazvala kongres u decembru 1811. i proglasila celokupnu oblast audiencije nezavisnom od bilo koje vlade koja se trenutno nalazi u Španiji. Dva meseca kasnije, hunta je usvojila ustav za državu Kito, koji je predviđao demokratske vladajuće institucije, ali i priznao vlast Ferdinanda ukoliko se vrati na španski tron. Ubrzo nakon toga, hunta je izabrala da pokrene vojnu ofanzivu protiv lojalističkih regiona na jugu Perua, ali slabo obučene i loše opremljene trupe nisu mogle da pariraju onim iz Vicekraljevstva Perua, koji je u decembru 1812. konačno ugušio pobunu Kitenjosa.

### Velika Kolumbija
Drugo poglavlje u borbi Ekvadora za emancipaciju od španske kolonijalne vladavine počelo je u Gvajakilu, gde je lokalna patriotska hunta pod vođstvom pesnika Hosea Hoakina de Olmeda u oktobru 1820. proglasila nezavisnost. Do tog trenutka su snage nezavisnosti postale kontinentalne po obimu i bile su organizovane u dve glavne vojske, jedna pod venecuelanskim vođom Simonom Bolivarom na severu i druga pod argentinskim vođom Hose de San Martinom na jugu. Za razliku od nesrećne hunte iz Kita koja je propala deceniju ranije, sada su patriote iz Gvajakila mogle apelovati na strane saveznike, Argentinu i Gran Kolumbiju, koji su ubrzo reagovali slanjem znatnih kontingenta u Ekvador. Antonio Hose de Sukre, sjajni mladi Bolivarov poručnik koji je u Gvajakil stigao u maju 1821. godine, trebao je postati ključna figura u vojnoj borbi protiv kraljevskih snaga.
Nakon niza početnih uspeha, Sukreova vojska poražena je kod Ambatoa u centralnoj Sijeri nakon čega je apelovao za pomoć San Martina, čija je vojska do sada bila u Peruu. Dolaskom sa juga 1.400 vojnika pod komandom Andresa de Santa Kruza, pozicije patriotske vojske ponovo su preokrenute. Niz pobeda kulminirao je u odlučujućoj bici kod Pičinče.
Dva meseca kasnije, Bolivar, oslobodilac severne Južne Amerike, ušao je u Kito dočekan herojskom dobrodošlicom. Kasnije u julu, na konferenciji u Gvajakilu upoznao je San Martina i uverio argentinskog generala, koji je želeo da se luka vrati pod peruansku jurisdikciju, i lokalnu elitu kreola u oba glavna grada, da je prednost da se bivša Audijencija Kito pridruži oslobođenim zemljama na severu. Kao rezultat toga, Ekvador je postao Južni okrug u okviru Republike Velike Kolumbije, koja je takođe obuhvatala današnju Venecuelu i Kolumbiju a Bogota je bila prestonica. Ovaj status se održavao osam burnih godina.
To su bile godine u kojima su ratni sukobi dominirali teritorijom Ekvadora. Prvo, zemlja se našla na prvim linijama fronta u pokušaju da Velika Kolumbije oslobodi Peru od španske vladavine između 1822. i 1825, a nakon toga, 1828. i 1829, Ekvador je bio u središtu oružanih borbi između Perua i Velike Kolumbije zbog pozicija njihove zajedničke granice. Posle kampanje koja je dovela skoro do uništenje Gvajakila, snage Velike Kolumbije, pod vođstvom Sukrea i venecuelanskog generala Huana Hosea Floresa, ostvarile su konačnu pobedu. Ugovorom iz 1829. utvrđena je granica na liniji koja je delila Audijenciju Kito i Vicekraljevstvo Peru pre nezavisnosti.
Stanovništvo Ekvadora podeljeno je tokom ovih godina na tri segmenta: oni koji favorizuju status kvo, oni koji podržavaju uniju sa Peruom i oni koji zagovaraju nezavisnost bivše audijencije. Poslednja grupa je preovladala nakon izlaska Venecuele iz Velike Kolumbije u trenutku kada je sazvan ustavni kongres 1830. godine u krajnjem uzaludnom naporu da se zaustave rastuće separatističke tendencije širom zemlje. U maju te godine, grupa plemića iz Kita sastala se da raskine uniju sa Velikom Kolumbijom, a u avgustu je konstitutivna skupština sastavila ustav za državu Ekvador, tako imenovan zbog svoje geografske blizine ekvatora, i postavila generala Floresa da bude zadužen za političke i vojne poslove. On je ostao dominantna politička ličnost tokom prvih 15 godina nezavisnosti Ekvadora.

## Republika Ekvador

### Rana Republika
Do kraja 1830. godine, Maršal Sukre i Simon Bolivar bili su mrtvi, prvi ubijen (po nalogu ljubomornog generala Floresa, prema nekim istoričarima) a drugi od tuberkuloze.
Huan Hose Flores, poznat kao osnivač republike, nije bio Ekvadorac. Rođen je u Venecueli, borio se u ratovima za nezavisnost sa Bolivarom, koji ga je postavio za guvernera Ekvadora tokom njegovog udruživanja sa Velikom Kolumbijom. Kao vođa, međutim, izgledao je prevashodno zainteresovan za održavanje svoje vlasti. Vojni izdaci, od ratova za nezavisnost i neuspešne kampanje za odvajanje provincije Kauke od Kolumbije 1832, ispraznili su državnu blagajnu, dok su ostala pitanja ostala nerešena.
Nezadovoljstvo je raslo širom zemlje do 1845. godine, kada je pobuna u Gvajakilu primorala Floresa da ode iz zemlje. Pošto je njihov pokret trijumfovao u martu, članovi antifloresove koalicije postali su poznati kao martisti. Oni su bili izuzetno heterogena grupa koja je uključivala liberalne intelektualce, konzervativne sveštenike i predstavnike uspešne poslovne zajednice Gvajakila.
Sledećih petnaest godina predstavljalo je jedno od najburnijih razdoblja u prvom veku postojanja Ekvadora kao države. Martisti su se gotovo neprekidno međusobno borili, a morali su se boriti i protiv Floresovih pokušaja iz izgnanstva da svrgne vladu. Najznačajnija figura doba, međutim, bio je general Hose Marija Urbina, koji je prvi put došao na vlast 1851. godine državnim udarom, ostao je u predsedništvu do 1856. godine, a zatim je nastavio da dominira na političkoj sceni do 1860. godine. Tokom narednih dveju decenije, Urbina i Garsija Moreno definisali su dihotomiju - između liberala iz Gvajakila i konzervativaca iz Kita - koja je ostala glavna sfera političke borbe u Ekvadoru do 1980-ih.
Do 1859. godine - poznate od strane ekvadorskih istoričara kao "Grozna godina" - nacija je bila na ivici anarhije. Lokalni kaudiljosi su proglasili nekoliko autonomnih regija od centralne vlade, poznate kao Hefaturas Supremas. Jedan od tih kaudiljaiz Gvajakila, Giljermo Franko, potpisao je Ugovor u Mapasingu, kojim je južne provincije Ekvador ustupio okupacijskoj peruanskoj vojsci koju je predvodio general Ramon Kastilja. Ova akcija je bila dovoljna da ujedini neke ranije suprostavljene strane. Garsija Moreno, odustavši od svog projekta da Ekvador stavi pod francuski protektorat i njegovih različitih stavova sa generalom Floresom, sastao se sa bivšim diktatorom kako bi ugušio razne lokalne pobune i proterao Peruance. Konačni rezultat ovog napora bio je poraz frankovskih snaga koje su podržale Peru, u bici kod Gvajakila, što je dovelo do poništenja Ugovora iz Mapasinga. Ovo je otvorilo poslednje poglavlje Floresove duge političke karijere i obeležilo jačanje moći Garsije Morena.

#### Ustavna vlada (1947–1960)
Galo Plaza se razlikovao od prethodnih ekvadorskih predsednika donoseći razvojni i tehnokratski naglasak ekvadorske vlade. Bez sumnje, najvažniji doprinos Galo Plaze ekvadorskoj političkoj kulturi bilo je njegovo zalaganje za principe i prakse demokratije. Kao predsednik promovisao je poljoprivredni izvoz Ekvadora, stvarajući ekonomsku stabilnost. Tokom njegovog predsedavanja, zemljotres u blizini Ambatoa ozbiljno je oštetio grad i okolna područja i ubio oko 8.000 ljudi. Ne uspevajući da dobije podršku za novi mandat, napustio je svoju funkciju 1952. godine kao prvi predsednik u 28 godina koji je završio svoj mandat.
Dokaz politički stabilizujućeg efekta banana buma 1950-ih je da je čak i Velasko, koji je 1952. godine izabran za predsednika po treći put, uspeo da odsluži puni četverogodišnji mandat. Velaskov četvrti mandat u predsedništvu pokrenuo je obnovu krize, nestabilnosti i vojne dominacije i okončao pretpostavku da je politički sistem sazreo ili se razvio u demokratskom kalupu.

#### Nestabilnost i vojne vlade (1960–1979)
Vojska je 1963. godine svrgla predsednika Karlosa Hulija Arosemena Monroja, lažno ga optužujući za "saučesnika komunizma". Prema bivšem agentu CIA-e Filipu Agiju, koji je nekoliko godina služio u Ekvadoru, Sjedinjene Države podstakle su ovaj državni udar kako bi eliminisale vladu koja je odbila prekinuti odnose sa Kubom.

#### Povratak demokratskoj vladavini (1979–1984)
Haime Roldos Agiljera, demokratski izabran 1979. godine, predsedavao je narodom koji je pretrpeo duboke promene tokom sedamnaest godina vojne vladavine. Bilo je impresivnih pokazatelja ekonomskog rasta između 1972 i 1979: vladin budžet se povećao za oko 540 procenata, dok je izvoz kao i prihod po glavi stanovnika porastao punih 500 procenata. Napredovao je i industrijski razvoj, podstaknut novim naftnim bogatstvom, kao i preferencijalnim tretmanom Ekvadora prema odredbama Andskog zajedničkog tržišta (AnKoM, poznat i kao Andski pakt).
Roldos je poginuo, zajedno sa suprugom i ministrom odbrane, u avionskoj nesreći u južnoj provinciji Loha 24. maja 1981. Smrt Roldosa izazvala je snažne narodne teorije o zaveri. Neki ekvadorski nacionalisti spominjali su umešanost peruanskoj vladi jer se sudar dogodio blizu granice na kojoj su dve nacije učestvovale u Pakiša ratu u svom stalnom sporu oko granice. Mnogi levičari, ukazivali su na sličan pad u kojem je panamski predsednik Omar Torihos Herera poginuo tri meseca kasnije, a za koji su krivili vladu Sjedinjenih Država.
Roldosov ustavni naslednik Osvaldo Hurtado odmah se suočio sa ekonomskom krizom izazvanom iznenadnim završetkom naftnog procvata. Masivno inostrano zaduživanje, započeto tokom godina drugog vojnog režima i nastavljeno pod Roldosom, dovelo je do spoljnog duga koji je do 1983. iznosio gotovo 7 milijardi USD. Nacionalne zalihe nafte u zemlji znatno su se smanjile tokom ranih 1980-ih zbog propusta u istraživanju i naglog porasta domaće potrošnje. Ekonomska kriza je pogoršana 1982. i 1983. drastičnim klimatskim promenama, donoseći jaku sušu kao i poplave, izazvane pojavom neobično tople okeanske struje poznate kao "El Ninjo". Analitičari su procenili štetu na nacionalnoj infrastrukturi na 640 miliona američkih dolara, a gubitke na platnom bilansu od oko 300 miliona dolara. Stvarni bruto domaći proizvod opao je na 2% 1982. godine i na -3,3% 1983. Stopa inflacije u 1983. godini, 52,5%, bila je najveća ikada zabeležena u istoriji zemlje.
Strani posmatrači su primetili da je, koliko god bio nepopularan, Hurtado zaslužio priznanje što je Ekvador održao dobru reputaciju sa međunarodnom finansijskom zajednicom i za konsolidaciju ekvadorskog demokratskog političkog sistema pod izuzetno teškim uslovima. Kada je Leon Febres Kordero stupio na funkciju 10. avgusta, nije bilo kraja ni za ekonomsku krizu ni za intenzivnu borbu koja je karakterisala politički proces u Ekvadoru.
Tokom prvih godina Rivadeneirine administracije, Febres-Kordero je uveo ekonomsku politiku slobodnog tržišta, zauzeo snažan stav protiv trgovine drogama i terorizma i nastavio bliske odnose sa Sjedinjenim Državama. Njegov mandat bio je narušen gorkim svađama sa drugim granama vlade i njegovom kratkom otmicom od strane vojnih elemenata. Razarajući zemljotres u martu 1987. prekinuo je izvoz nafte i pogoršao ekonomske probleme zemlje.
Rodrigo Borha Kevaljos iz stranke Demokratska levica, pobedio je u predsedništvu 1988. godine, kandidujući se na izborima protiv Abdala Bukarama iz PRE. Njegova vlada bila je posvećena poboljšanju zaštite ljudskih prava i sprovela je neke reforme, posebno otvaranje Ekvadora spoljnoj trgovini. Vlada Borhe zaključila je sporazum koji je doveo do raspuštanja male terorističke grupe "¡Alfaro Vive, Karaho!", nazvane po Eloju Alfaru. Međutim, kontinuirani ekonomski problemi podrivali su popularnost Demokratske levice, a opozicione stranke su 1990. stekle kontrolu nad Kongresom.

##### Ekonomska kriza (1990–2000)
Sikto Duran Baljen je 1992. godine pobedio u svom trećem pokušaju za izbor predsednika. Njegove oštre makroekonomske mere prilagođavanja bile su nepopularne, ali uspeo je da preko Kongresa potisne ograničen broj inicijativa za modernizaciju. Potpredsednik Alberto Dahik bio je arhitekta ekonomske administrativne politike, ali 1995. godine Dahik je napustio zemlju kako bi izbegao krivično gonjenje zbog optužbi za korupciju nakon burne političke borbe sa opozicijom. Rat sa Peruom (nazvan Kenepa rat, po reci koja se nalazila na tom području) izbio je u januaru - februaru 1995. u malom, udaljenom regionu, gde je granica propisana Protokolom o Riju iz 1942. godine bila sporna. Vladi Duran-Baljen može se pripisati zasluga za započinjanje pregovora koji bi završili konačnim rešenjem teritorijalnog spora.
Abdala Bukaram, iz populističke ekvadorske stranke Roldosista, pobedio je1996. godine u predsedništvu platformom koja je obećavala populističke ekonomske i socijalne reforme. Skoro od samog početka, Bukaramova administracija propadala je usred raširenih optužbi za korupciju. Osnažen predsednikovom nepopularnošću prema organizovanim radnim, poslovnim i profesionalnim organizacijama, Kongres je Bukaramu u februaru 1997. godine smenio sa mesta predsednika na osnovu mentalne nesposobnosti. Kongres je Bukaramu zamenio privremenim predsednikom Fabijanom Alarkonom.
U maju 1997. godine, posle demonstracija koje su dovele do svrgavanja Bukarame i imenovanja Alarkona, narod Ekvadora pozvao je Narodnu skupštinu da reformiše Ustav i političku strukturu zemlje. Posle nešto više od godinu dana, Narodna skupština je donela novi Ustav.
Kongresni i prvi krugovi predsedničkih izbora održani su 31. maja 1998. Nijedan predsednički kandidat nije dobio većinu, pa su održani ponovljeni izbori između dva najbolja kandidata - gradonačelnika Kita Hamila Mavada iz DP-a i socijalhrišćanina Alvara Noboa Pontona. 12. jula 1998. Mavad je pobedio sa uskom razlikom. On je stupio na funkciju 10. avgusta 1998. Istog dana stupio je na snagu novi ustav Ekvadora.
U julu 1998. godine za predsednika je izabran hrišćanski demokrata Hamil Mavad (koji je bio bivši gradonačelnik Kita). Suočio se sa teškom ekonomskom situacijom, posebno povezanom sa azijskom krizom. Valuta je devalvirana za 15%, cene goriva i struje porasle su pet puta, a cene javnog prevoza za 40%. Vlada se pripremala za privatizaciju nekoliko ključnih sektora ekonomije: nafte, električne energije, telekomunikacija, luka, aerodroma, železnice i pošte. Potiskivanje prvog generalnog štrajka prouzrokovalo je tri smrti. Socijalna situacija je bila kritična: više od polovine stanovništva je bilo nezaposleno, 60% živelo ispod granice ekstremnog siromaštva, zaposleni u javnom sektoru nisu primali plate tri meseca. Dalje povećanje PDV-a, zajedno sa ukidanjem subvencija za domaći gas, struju i dizel, pokreće novi društveni pokret. U provincijama Latakunga, vojska je pucala na domorodačke ljude koji su blokirali panamerički autoput, ranivši 17 ljudi.
Državni udar za Mavadovu administraciju bila je Mavadova odluka da lokalnu valutu, sukre (nazvanu po Hoseu de Sukreu), učini nevažećom i zameni je američkim dolarom (politika koja se zove dolarizacija). To je izazvalo velike nemire, niže klase su se borile da konvertuju svoje sada beskorisne sukre u američke dolare i izgube bogatstvo, dok su gornje klase (čiji su članovi već uložili bogatstvo u američke dolare) stekle bogatstvo zauzvrat. Pod Mavadovim recesijskim režimom, ekonomija se značajno smanjila, a inflacija dostigla nivo i do 60 procenata.
Pored toga, korupcijski skandali izazivali su zabrinutost javnosti. Bivši potpredsednik Alberto Dahik, kreator neoliberalnog ekonomskog programa, beži u inostranstvo nakon što je optužen za "upitno korišćenje rezervisanih sredstava". Bivši predsednik Fabijan Alarkon uhapšen je pod optužbom da je odobrio finansiranje više od hiljadu izmišljenih poslova. Predsednik Mavad umešan je u primanju novca od trgovine drogom tokom svoje predizborne kampanje. Nekoliko glavnih bankara se takođe navodilo u slučajevima. Mavad je zaključio dobro prihvaćeni mir sa Peruom 26. oktobra 1998. godine.

#### Ekvador od 2000. godina
Dana 21. januara 2000. godine, tokom demonstracija od strane domorodačkih grupa u Kitu, vojska i policija odbile su da sprovedu javni red, čime je počeo ekvadorski državni udar. Demonstranti su ušli u zgradu Narodne skupštine potezom koji podseća na državni udar, i izabrali tročlanu huntu koja je bila zadužena za vođenje zemlje. Terenski vojni oficiri dali su svoju podršku hunti. Tokom noći konfuzije i neuspelih pregovora, predsednik Mavad bio je primoran da napusti predsedničku palatu radi sopstvene sigurnosti. Potpredsednik Gustavo Noboa preuzeo je dužnost potpredsedničkim dekretom, a Mavad je ujutru na nacionalnoj televiziji podržao Nobou kao svog naslednika. Vojni trijumvirat koji je upravljao državom takođe je podržao Nobou. Ekvadorski kongres zatim se sastao na hitnoj sednici u Gvajakilu istog dana, 22. januara, i ratifikovao Nobou kao predsednika Republike u ustavnom nasleđivanju Mavada.
Iako se Ekvador počeo ekonomski opravljati u narednim mesecima, vlada Noboe našla se pod jakim pritiskom zbog nastavka politike dolarizacije, nepoštovanja socijalnih problema i drugih važnih pitanja ekvadorske politike.
Penzionisani pukovnik Lusio Gutjerez, pripadnik vojne hunte koja je svrgnula Mavada, izabran je za predsednika 2002. godine, a mesto predsednika preuzeo je 15. januara 2003. Gutjerezova stranka Patriotskog društva imala je mali broj mesta u Kongresu i zato je zavisila od podrške drugih stranaka u Kongresu prilikom donošenja zakona.
U decembru 2004. Gutjerez je protivustavno ukinuo Vrhovni sud i umesto njega imenovao nove sudije. Ovaj potez uglavnom se doživljavao kao protiv napad svrgnutog bivšeg predsednika Abdale Bukarame, čija je politička stranka stala na stranu Gutjereza i pomogla mu da ukine pokušaje da se imperativiraju krajem 2004. godine. Novi Vrhovni sud odbacio je optužbe za korupciju protiv prognanog Bukarame, koji se potom vratio u politički nestabilnu zemlju. Korupcija koja je očita u tim manevrima konačno je naterala srednju klasu iz Kita da zatraži svrgavanje Gutjereza početkom 2005. U aprilu 2005, ekvadorska oružana snaga je izjavila da je „povukla podršku“ predsedniku. Nakon nekoliko nedelja javnih protesta, Gutjerez je svrgnut u aprilu. Potpredsednik Alfredo Palasio preuzeo je predsedništvo i obećao da će završiti mandat i održati izbore 2006. godine.
Socijaldemokrata Rafael Korea je 15. januara 2007. nasledio Palasija na mestu predsednika Ekvadora, uz obećanje da će sazvati konstitutativnu skupštinu i usmeriti pažnju na siromaštvo. Ustavotvorna skupština Ekvadora 2007–2008 izradila je Ustav Ekvadora iz 2008. godine, usvojen ustavnim referendumom 2008. godine.
U novembru 2009. godine, Ekvador se suočio sa energetskom krizom koja je dovela do racionisanja moći u celoj zemlji.
Između 2006. i 2016, siromaštvo se smanjilo sa 36,7% na 22,5%, a godišnji rast BDP-a po glavi stanovnika bio je 1,5% (u poređenju sa 0,6% u prethodne dve decenije). U isto vreme, nejednakosti, merene Gini indeksom, smanjile su se sa 0,55 na 0,47.

## Literatura
- Andrien, Kenneth. The Kingdom of Quito, 16990-1830: The State and Regional Development. New York: Cambridge University Press 1995.
- Clayton, Lawrence A. Caulkers and Carpenters in a New World: The Shipyards of Colonial Guayaquil. Ohio University Press 1980.
- Gauderman, Kimberly. Women's Lives in Colonial Quito: Gender, Law, and Economy in Spanish America. Austin: University of Texas Press 2003.
- Lane, Kris. Quito 1599: City and Colony in Transition. Albuquerque: University of New Mexico Press 2002.
- Milton, Cynthia E. The Many Meanings of Poverty: Colonialism, Social Compacts, and Assistance in Eighteenth-Century Ecuador. Stanford: Stanford University Press 2007.
- Minchom, Martin. The People of Quito, 1690–1810: Change and Unrest in the Underclass. Boulder: Westview Press 1994.
- Phelan, John Leddy, The Kingdom of Quito in the Seventeenth-Century. Madison: University of Wisconsin Press 1967,
- Bauer, Brian S. (1991). „Pacariqtambo and the Mythical Origins of the Inca”. Latin American Antiquity. 2 (1): 7—26. JSTOR 971893. doi:10.2307/971893.
- Betanzos, Juan de; Hamilton, Roland; Buchanan, Dana (1996). Narrative of the Incas. Austin: University of Texas Press. ISBN 978-0-292-75560-4.
- Covey, R. Alan (2000). „Inka Administration of the Far South Coast of Peru”. Latin American Antiquity. 11 (2): 119—38. JSTOR 971851. doi:10.2307/971851.
- Gibson, Charles (1978). „Conquest, Capitulation, and Indian Treaties”. The American Historical Review. 83 (1): 1—15. JSTOR 1865900. doi:10.2307/1865900.
- Hemming, John (1970). Conquest of the Incas. New York: Harcourt. ISBN 978-0-15-122560-6.
- Innes, Hammond (1969). Conquistadors. New York: Alfred A. Knopf.
- Kubler, George (1945). „The Behavior of Atahualpa, 1531–1533”. The Hispanic American Historical Review. 25 (4): 413—27. JSTOR 2508231. doi:10.2307/2508231.
- Kubler, George (1947). „The Neo-Inca State (1537–1572)”. The Hispanic American Historical Review. 27 (2): 189—203. JSTOR 2508415. doi:10.2307/2508415.
- Lockhart, James (1994). Spanish Peru, 1532–1560 : a social history. Madison: University of Wisconsin Press.
- Lockhart, James (1972). The men of Cajamarca; a social and biographical study of the first conquerors of Peru, Austin: Institute of Latin American Studies by the University of Texas Press
- Lovell, W. George (1992). „'Heavy Shadows and Black Night': Disease and Depopulation in Colonial Spanish America”. Annals of the Association of American Geographers. 82 (3): 426—43. doi:10.1111/j.1467-8306.1992.tb01968.x.
- Macquarrie, Kim (2007). The Last Days of the Incas. New York: Simon and Schuster. ISBN 978-0-7432-6049-7.
- Means, Philip A. (1932). Fall of the Inca Empire and the Spanish Rule in Peru, 1530–1780. New York: Scribner.
- Newson, Linda A. (1985). „Indian Population Patterns in Colonial Spanish America”. Latin American Research Review. 20 (3): 41—74. JSTOR 2503469.
- Seed, Patricia (1991). „'Failing to Marvel': Atahualpa's Encounter with the Word”. Latin American Research Review. 26 (1): 7—32.
- Wachtel, Nathan (1977). The Vision of the Vanquished: The Spanish Conquest of Peru Through Indian Eyes, 1530–1570, translated by Ben and Sid Reynolds.

## Spoljašnje veze
- U.S. State Department Background Note: Ecuador
- Archaeology of Ecuador
- Museum and Virtual Library (Museums of Central Bank of Ecuador) english